# U-19 American-Football-Weltmeisterschaft 2016
Die U-19 American-Football-Weltmeisterschaft 2016 war eine vom 29. Juni bis 10. Juli 2016 stattfindende Weltmeisterschaft der Juniorenteams im American Football. Das von der International Federation of American Football (IFAF) organisierte Turnier fand in Harbin, China statt.

## Teilnehmende Mannschaften
Es nahmen sieben Mannschaften teil:
- Australien
- Volksrepublik China
- Japan
- Kanada
- Mexiko
- Österreich
- Vereinigte Staaten

## Vergabe
Die Junioren-WM sollte wie die American-Football-Weltmeisterschaft 2015 der Herren in Schweden stattfinden. Schweden konnte jedoch keine erfolgreiche Organisation vorweisen. Während die Herren-WM in die Vereinigten Staaten vergeben wurde, wurde die U-19-WM nach China vergeben. Es war das erste internationale Footballturnier in China.

## Turnier
Das Auftaktspiel fand zwischen Australien und Gastgeber China statt. Der Gastgeber musste sich dabei mit 0:72 geschlagen geben. Am zweiten Tag traf Kanada auf Mexiko und die USA auf Österreich. Die Kanadier mussten nach dem dritten Viertel einen Zwischenstand von 10:16 für Mexiko entgegen sehen, konnten aber im letzten Viertel durch drei unbeantwortete Touchdowns das Spiel mit 30:16 noch zu ihren Gunsten drehen. Die US-Amerikaner gerieten anfangs auch in Rückstand, nachdem Österreich durch einen Touchdown mit 6:0 in Führung ging. Nachdem es zur Halbzeit noch 14:14 stand, brachen die Europäer komplett ein und verloren mit 14:65.
Am 2. Juli 2016 besiegte Japan in ihrem Turnierauftakt Australien mit 42:0. Am Folgetag besiegte Mexiko Österreich mit 46:7 und die USA schlugen Kanada mit 34:14. Nach zweitägiger Turnierpause traf Australien erneut auf China und schlug sie diesmal mit 74:0. Mexiko unterlag im Halbfinale erneut Kanada mit 21:28 und die USA besiegten im zweiten Halbfinale Japan mit 50:20.
Im Spiel um Platz 5 besiegte Österreich Australien mit 43:13.
Im Finale traf wie bereits in den ersten drei Turnieren die US-Auswahl auf die kanadische. Die kanadische Mannschaft verpasste früh im Spiel ihre Chancen zu nutzen und die US-Mannschaft konnte trotz zweier Turnover nach einem Field Goal zuerst in Führung gehen. Die Kanadier konterten jedoch mit einem 80-Yard-Touchdown-Pass und einem 47-Yard-Touchdown-Lauf und kam so mit 14:3 in Führung. Im dritten viertel konnte Kanada einen weiteren Touchdown erzielen und so mit 21:3 ihre Führung ausbauen. Beide Mannschaften erzielten noch ein Field Goal und nach einem punktlosen letzten Viertel konnten die Kanadier ohne Gegentouchdown mit 24:6 ihren zweiten WM-Sieg feiern.

### Platzierungen
| Platz | Teilnehmer          |
| ----- | ------------------- |
| 1     | Kanada              |
| 2     | Vereinigte Staaten  |
| 3     | Mexiko              |
| 4     | Japan               |
| 5     | Österreich          |
| 6     | Australien          |
| 7     | Volksrepublik China |